# ورزشگاه عمارت
ورزشگاه عمارت (به لاتین: Imarat Stadium) یک ورزشگاه ویران‌شده در جمهوری آذربایجان است که در آغ‌دام واقع شده‌است.